# 彭泽县
彭泽县位于中国江西省北部，是九江市下辖的一个县。位於贛（江西）皖（安徽）兩省交界處，長江中下游，素有“赣北大门”之称，县人民政府驻山南新區。
彭澤縣是全國優質棉基地縣，是國家長江流域棉花生產核心區，素稱“贛北棉鄉"，彭澤縣也是千年古縣。

## 地理
彭泽县位于江西省最北部，九江市东北角上，北濒长江，县境东邻安徽东至县，南抵鄱阳、都昌，西连湖口县，北与安徽宿松、望江隔江相望，东西最宽处约48公里，南北最长处约57公里。
地势南高北低，由东南逐渐向西北倾斜，东南为山区，中部为丘陵，西北为沿江冲积洲和滨湖平原。全县地貌概括为“五山二水两分田，一分道路和庄园”。彭泽港距武汉约330公里，距上海港600余公里。

## 历史沿革

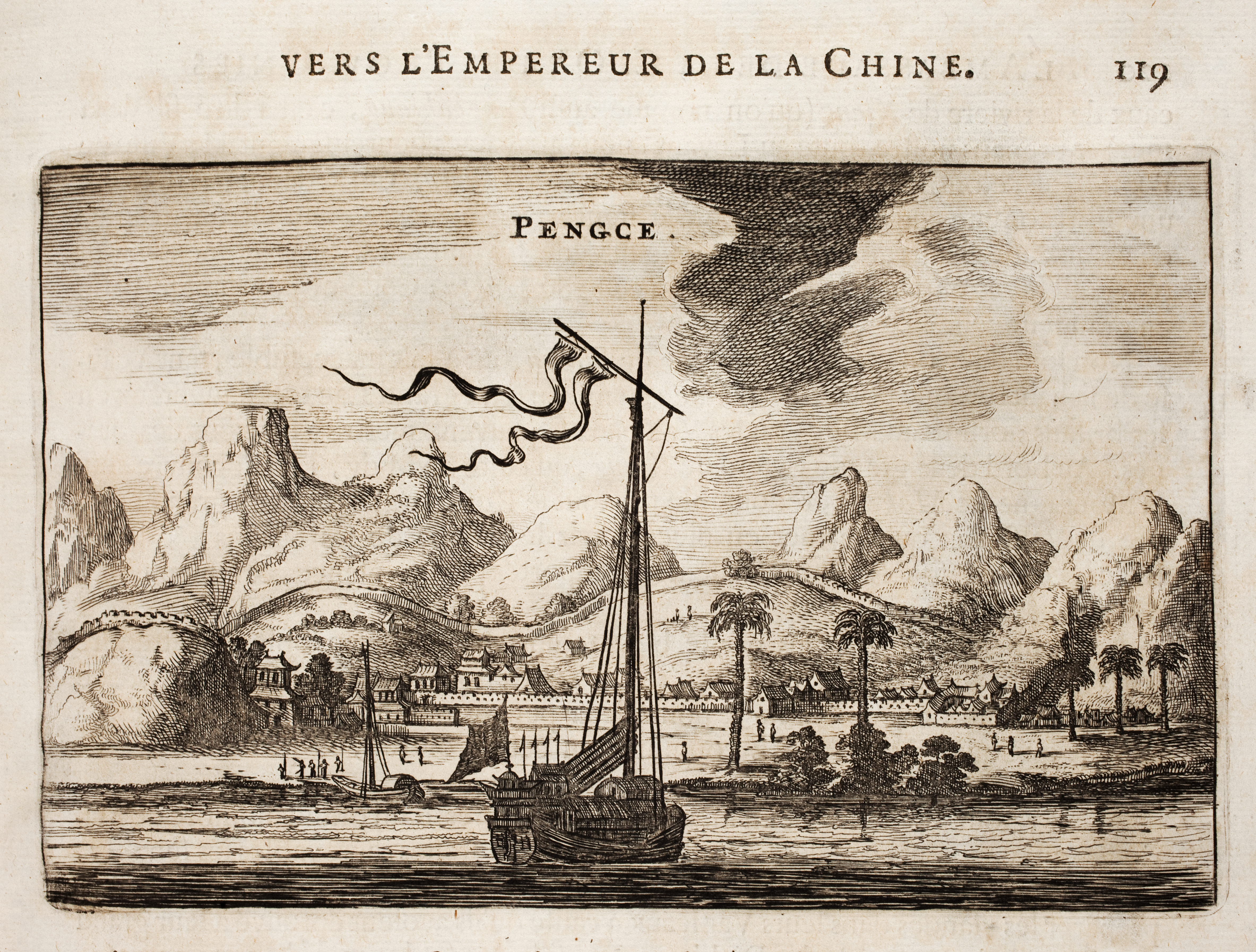
荷兰人约翰·纽霍夫在1665年所画的彭泽风景图

汉高祖六年（公元前201年）建县，该县最初位于彭城湖的南岸。东汉建安十四年，孙权于今彭泽县地置彭泽郡，地跨今彭泽、湖口县之全境，都昌县及安徽属宿松、望江、东至之一部，以“彭蠡泽（今鄱阳湖）在西”而得名。 建县之初，属豫章郡，嗣后先后属武昌郡、浩州、江州、九江府。民国23年（1934）属江西省第三行政区，24年属江西省第五行政区。38年4月，属赣东鄱阳专区，同年9月属九江专区，1983年7月属九江市。唐代以前，县治设于今湖口县境的小凰山，唐武德五年（622）置浩州，以彭泽为附郭县，县治由小凰山迁至今彭泽的黄岭乡，南唐升元二年（938）以西境析置湖口县，于是再迁县治于今址龙城镇。

## 行政区划
彭泽县下辖10个镇、3个乡：
龙城镇、棉船镇、马垱镇、芙蓉墩镇、定山镇、天红镇、杨梓镇、东升镇、瀼溪镇、黄花镇、太平关乡、黄岭乡、浩山乡、建筑材料厂、水产养殖场、太泊湖农业综合开发区、上十岭综合垦殖场、芙蓉农场、棉科所、棉花原种场国营分场、太泊湖水产养殖场和黄乐林场。

## 人口
根據第七次人口普查數據，截至2020年11月1日零時，彭澤縣常住人口為284757人。

## 旅游景点
- 龙宫洞